# Ferdi Kadıoğlu
Ferdi Erenay Kadıoğlu (ur. 7 października 1999 w Arnhem) – turecko-holenderski piłkarz, występujący na pozycji obrońcy w angielskim klubie Brighton & Hove Albion oraz w reprezentacji Turcji. Uczestnik Mistrzostw Europy 2024.

## Statystyki

### Klubowe
Na podstawie:
| Klub          | Sezonów | Liga           | Liga  | Liga   | Puchar krajowy | Puchar krajowy | Kontynentalne | Kontynentalne | Suma  | Suma   |
| Klub          | Sezonów | Liga           | Mecze | Bramki | Mecze          | Bramki         | Mecze         | Bramki        | Mecze | Bramki |
| ------------- | ------- | -------------- | ----- | ------ | -------------- | -------------- | ------------- | ------------- | ----- | ------ |
| NEC Nijmegen  | 1       | Eredivisie     | 27    | 4      | 5              | 1              | –             | –             | 71    | 12     |
| NEC Nijmegen  | 2       | Eerste divisie | 39    | 7      | 5              | 1              | –             | –             | 71    | 12     |
| Fenerbahçe SK | 6       | Süper Lig      | 146   | 11     | 22             | 3              | 31            | 3             | 191   | 17     |
|               | Łącznie | Łącznie        | 212   | 22     | 27             | 4              | 31            | 3             | 270   | 29     |

### Reprezentacyjne
Na podstawie:
| Gole w reprezentacji | Gole w reprezentacji | Gole w reprezentacji | Gole w reprezentacji | Gole w reprezentacji | Gole w reprezentacji | Gole w reprezentacji | Gole w reprezentacji |
| Lp.                  | Data                 | Miasto               | Przeciwnik           | Wynik                | Gole                 | Inne                 | Rozgrywki            |
| -------------------- | -------------------- | -------------------- | -------------------- | -------------------- | -------------------- | -------------------- | -------------------- |
| 1.                   | 18.11.2023           | Berlin               | Niemcy               | 3:2 (2:1)            | 38'                  |                      | mecz towarzyski      |

## Sukcesy
Na podstawie:

### Klubowe
Z Fenerbahçe:
- Puchar Turcji 2022/23